# Najla bint Hamad Al Khalifa
Najla bint Hamad Al Khalifa (20 maggio 1981) è una sceicca bahreinita.

## Biografia
La sceicca Najla è nata nel 1981, quartogenita di Hamad e di Sabika bint Ibrahim Al Khalifa. Nel gennaio 2010 ha contratto matrimonio.

## Titoli e trattamento
- 20 maggio 1981 - attuale: Sua Altezza, la sceicca Najla bint Hamad Al Khalifa

## Ascendenza
|                                 |                                    |                                          | Genitori                                 |  |  | Nonni |  |  | Bisnonni                    |  |  | Trisnonni                |  |
|                                 |                                    |                                          |                                          |  |  |       |  |  | Salman ibn Hamad Al Khalifa |  |  | Hamad ibn Isa Al Khalifa |  |
|                                 |                                    |                                          |                                          |  |  |       |  |  | Salman ibn Hamad Al Khalifa |  |  | Hamad ibn Isa Al Khalifa |  |
|                                 |                                    | Una figlia di Salman bin Duaij Al Jalifa |                                          |  |  |       |  |  | Salman ibn Hamad Al Khalifa |  |  |                          |  |
| Isa bin Salman Al Khalifa       |                                    |                                          |                                          |  |  |       |  |  | Salman ibn Hamad Al Khalifa |  |  |                          |  |
|                                 |                                    | Mouza bint Hamad Al Khalifa              | Hamad bin Isa Al Jalifa                  |  |  |       |  |  |                             |  |  |                          |  |
|                                 |                                    | Mouza bint Hamad Al Khalifa              | Hamad bin Isa Al Jalifa                  |  |  |       |  |  |                             |  |  |                          |  |
|                                 |                                    | Mouza bint Hamad Al Khalifa              | ...                                      |  |  |       |  |  |                             |  |  |                          |  |
| Hamad bin Isa Al Khalifa        |                                    | Mouza bint Hamad Al Khalifa              |                                          |  |  |       |  |  |                             |  |  |                          |  |
|                                 |                                    | Salman bin Ibrahim Al Khalifa            | Hamad bin Abdullah Al Jalifa             |  |  |       |  |  |                             |  |  |                          |  |
|                                 |                                    | Salman bin Ibrahim Al Khalifa            | Hamad bin Abdullah Al Jalifa             |  |  |       |  |  |                             |  |  |                          |  |
|                                 |                                    | Salman bin Ibrahim Al Khalifa            | ...                                      |  |  |       |  |  |                             |  |  |                          |  |
| Hessa bint Salman Al Khalifa    |                                    | Salman bin Ibrahim Al Khalifa            |                                          |  |  |       |  |  |                             |  |  |                          |  |
|                                 |                                    | ...                                      | ...                                      |  |  |       |  |  |                             |  |  |                          |  |
|                                 |                                    | ...                                      | ...                                      |  |  |       |  |  |                             |  |  |                          |  |
|                                 |                                    | ...                                      | ...                                      |  |  |       |  |  |                             |  |  |                          |  |
| Najla bint Hamad Al Khalifa     |                                    | ...                                      |                                          |  |  |       |  |  |                             |  |  |                          |  |
|                                 | Muhammad bin Isa Al Khalifa Al Haj | Isa bin Ali Al Jalifa                    |                                          |  |  |       |  |  |                             |  |  |                          |  |
|                                 | Muhammad bin Isa Al Khalifa Al Haj | Isa bin Ali Al Jalifa                    |                                          |  |  |       |  |  |                             |  |  |                          |  |
|                                 | Muhammad bin Isa Al Khalifa Al Haj | Maryam bint Hamad Al Benali              |                                          |  |  |       |  |  |                             |  |  |                          |  |
| Ibrahim bin Muhammad Al Khalifa | Muhammad bin Isa Al Khalifa Al Haj |                                          |                                          |  |  |       |  |  |                             |  |  |                          |  |
|                                 |                                    | Aisha bint Ali Al Zayed                  | Ali bin Jabor Al Zayed                   |  |  |       |  |  |                             |  |  |                          |  |
|                                 |                                    | Aisha bint Ali Al Zayed                  | Ali bin Jabor Al Zayed                   |  |  |       |  |  |                             |  |  |                          |  |
|                                 |                                    | Aisha bint Ali Al Zayed                  | Sabika bint Yasser Al Zayed              |  |  |       |  |  |                             |  |  |                          |  |
| Sabika bint Ibrahim Al Khalifa  |                                    | Aisha bint Ali Al Zayed                  |                                          |  |  |       |  |  |                             |  |  |                          |  |
|                                 |                                    | Salman ibn Hamad Al Khalifa              | Hamad ibn Isa Al Khalifa                 |  |  |       |  |  |                             |  |  |                          |  |
|                                 |                                    | Salman ibn Hamad Al Khalifa              | Hamad ibn Isa Al Khalifa                 |  |  |       |  |  |                             |  |  |                          |  |
|                                 |                                    | Salman ibn Hamad Al Khalifa              | Una figlia di Salman bin Duaij Al Jalifa |  |  |       |  |  |                             |  |  |                          |  |
| Fatima bint Salman Al Khalifa   |                                    | Salman ibn Hamad Al Khalifa              |                                          |  |  |       |  |  |                             |  |  |                          |  |
|                                 |                                    | Mouza bint Hamad Al Khalifa              | Hamad bin Abdullah Al Khalifa            |  |  |       |  |  |                             |  |  |                          |  |
|                                 |                                    | Mouza bint Hamad Al Khalifa              | Hamad bin Abdullah Al Khalifa            |  |  |       |  |  |                             |  |  |                          |  |
|                                 |                                    | Mouza bint Hamad Al Khalifa              | ...                                      |  |  |       |  |  |                             |  |  |                          |  |
|                                 |                                    | Mouza bint Hamad Al Khalifa              |                                          |  |  |       |  |  |                             |  |  |                          |  |